# NGC 4040
NGC 4040 је елиптична галаксија у сазвежђу Береникина коса која се налази на NGC листи објеката дубоког неба.
Деклинација објекта је + 17° 49' 26" а ректасцензија 12h 2m 5,4s. Привидна величина (магнитуда) објекта NGC 4040 износи 13,8 а фотографска магнитуда 14,8. NGC 4040 је још познат и под ознакама UGC 7013, MCG 3-31-18, CGCG 98-28, NPM1G +18.0316, PGC 37993.